# Árboles notables de Francia
Los árboles notables de Francia (Arbres remarquables de France) son aquellos especímenes vivos cuya edad, dimensiones, formas, pasado o también su leyenda los han convertido en excepcionales. Estos árboles representan un patrimonio natural y cultural que debe conservarse.

## Características de un árbol notable
Edad
- La edad avanzada de un árbol es un parámetro importante.
- La consulta de archivos (tarjetas postales, grabados, etc.), la localización del árbol y su medio ambiente así como los testimonios permiten estimar la edad de un árbol conservando al mismo tiempo su integridad.
- Elementos visibles que indican signos de vejez: árbol poco vigoroso (crecimiento lento, pocas hojas en temporada…), aspecto irregular del tronco y las ramas (presencia de cojines, tronco hueco, contrafuertes importantes…)

Criterios físicos
- La altura: este criterio depende de la especie, (p.ej.: una altura de 25 m no basta para hacer a un pino laricio un árbol notable, sin embargo un olivo de más de 15 m es excepcional).
- La circunferencia: la circunferencia de un árbol se mide a una altura de 1,30 m sobre el suelo, en un plano perpendicular al eje del tronco. Como para la altura, este carácter depende de la especie (p.ej.: un castaño de 4 m de diámetro no es excepcional mientras que sí lo es en el caso de un Acer monspessulanum de más de 3 metros de circunferencia).

Historia y creencias
- El árbol tiene un interés histórico (asociado a un personaje histórico, testigo de hechos históricos, plantado en honor de un acontecimiento…)
- El árbol se asocia a una leyenda o a una creencia religiosa o pagana

Criterios estéticos
- Morfología y fisionomía (aspecto tortuoso, entrelazado, rectitud, forma animal, árbol talado originalmente, colores, envergadura…), asociación de la madera con el mineral, interés paisajista.

Criterios biológicos
- El árbol tiene un funcionamiento original, presenta unas adaptaciones particulares al medio, tiene particularidades fisiológicas (p.ej.: blanqueo de una parte del follaje…)[1]

## La etiqueta «árbol notable de Francia»

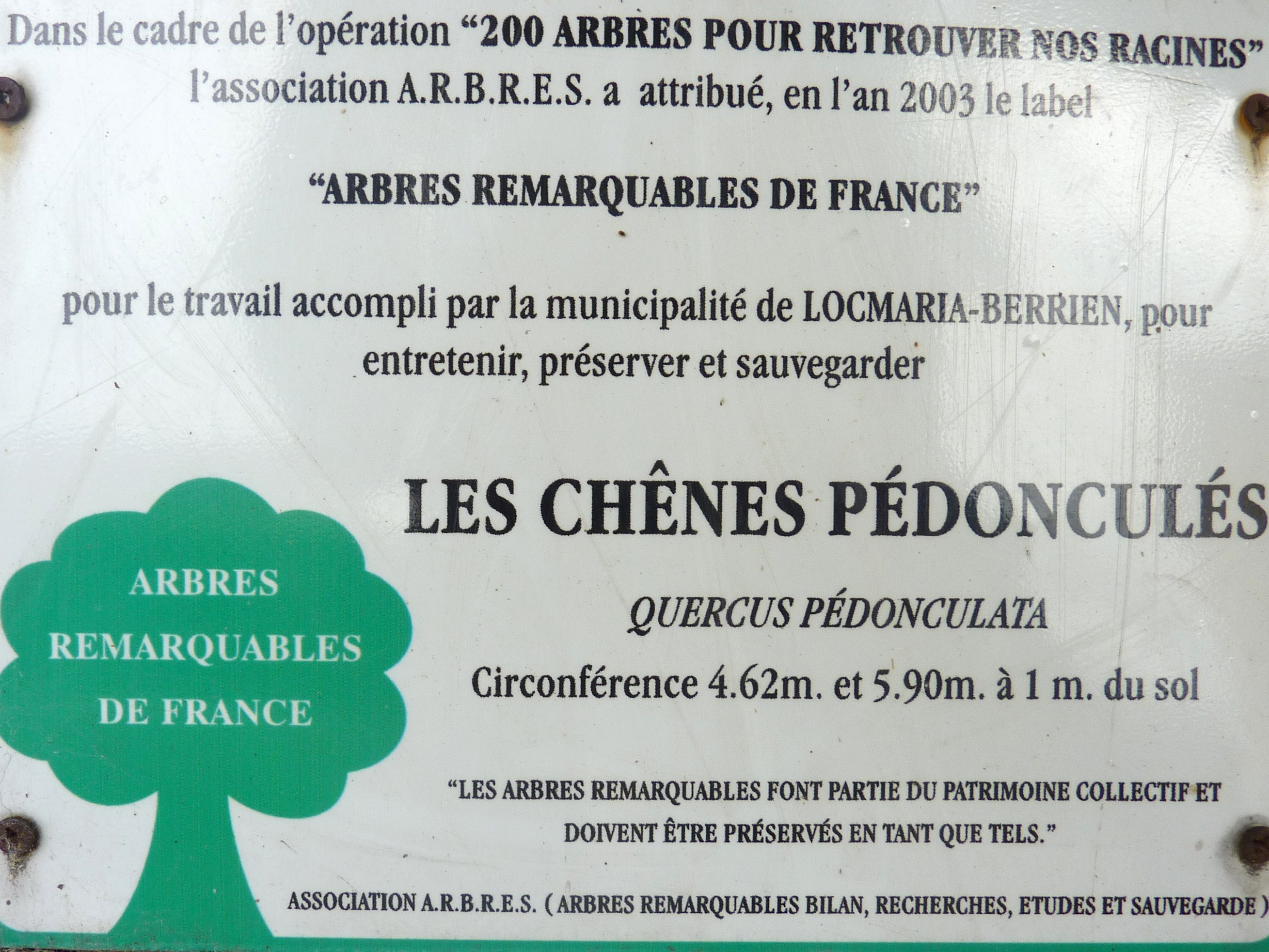
Panel de información de la asociación A.R.B.R.E.S. correspondiente a los dos árboles notables de Locmaria-Berrien

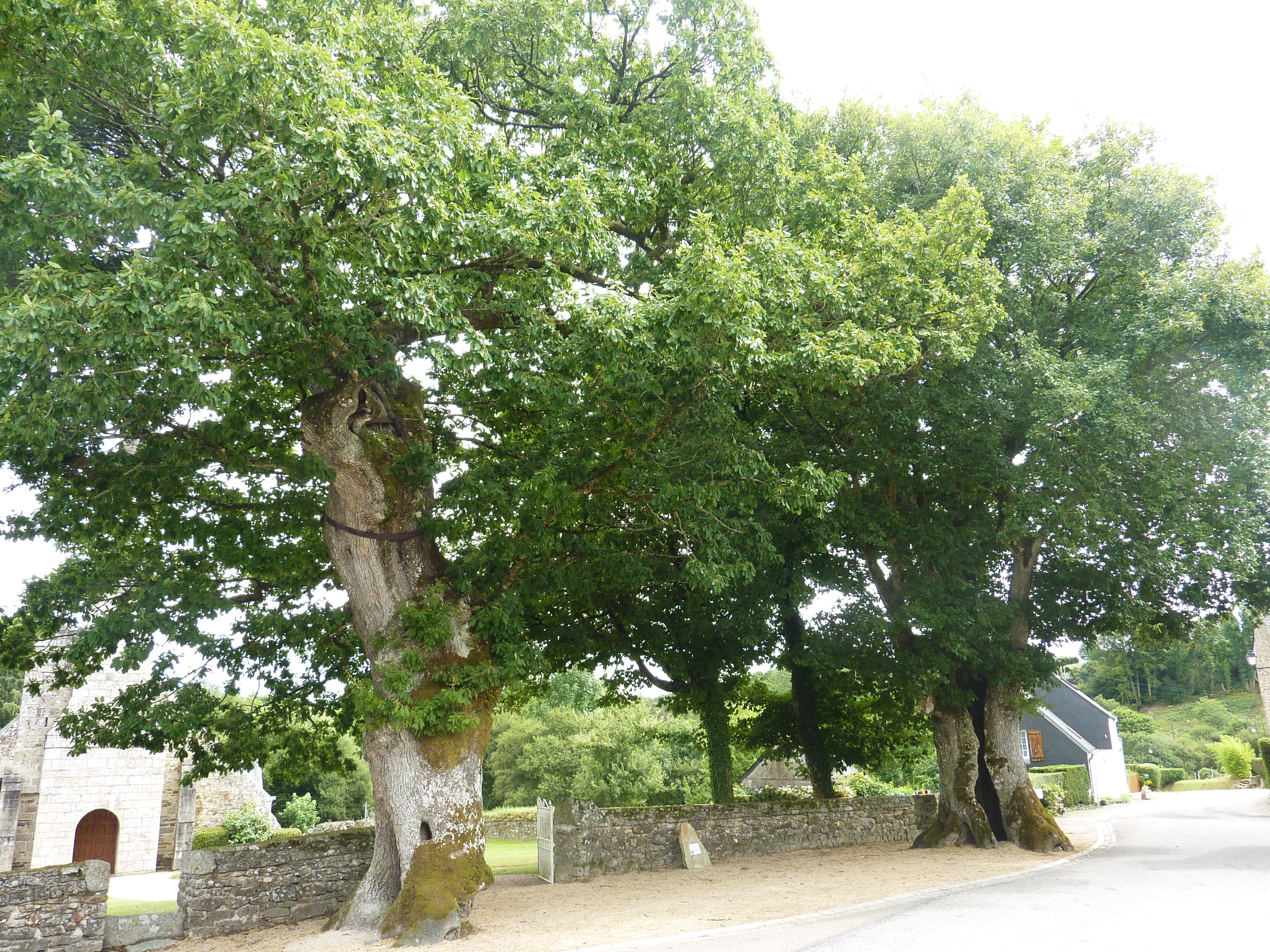
Los robles de Locmaria-Berrien

La asociación A.R.B.R.E.S. (Árboles notables: balance, investigación, estudios y salvaguarda) (A.R.B.R.E.S) en francés: Arbres remarquables : bilan, recherche, études et sauvegarde, fundada en 1994, otorga una etiqueta distintiva a los árboles notables franceses.

Esta asociación efectúa un inventario de estos árboles y desde el año 2000 asigna una etiqueta que distingue a los especímenes excepcionales, limitándose a aproximadamente 200 árboles. Los municipios, colectividades territoriales, establecimientos públicos y propietarios privados que reciben esta etiqueta se comprometen, por un acuerdo de asociación, a mantener, salvaguardar y valorar al árbol distinguido y considerado como patrimonio natural y cultural.

## Relación de árboles notables por región
La relación que aquí se presenta no es exhaustiva. Solamente se citan los árboles notables por diversos valores, hayan recibido o no la etiqueta otorgada desde el año 2000.

### Alsace-Alsacia
Departamento del Bajo Rin
- Tilo de Schoenenbourg, árbol de más de 350 años.
- Serbal común de Sarre-union, calle de la poste, árbol notable por su rareza y sus dimensiones.
- Olmo blanco de Walbourg, a la entrada del pueblo: 7,60 m de circunferencia y una edad de 250 años.
- Secuoya gigante de Moulin, entre Niederbronn y Reichshoffen (privada), probablemente la más grande del Bajo Rin.
- Secuoya gigante del parque de Windeck en Otrott, el segundo árbol más grande de Alsacia con más de 10 m de diámetro de tronco medido a 1,50 m de altura del suelo.

Alto Rin
- Tilo de Bergheim, árbol de más de 700 años (plantado por una celebración en el año 1300).
- Dos Abetos de Douglas de Ribeauvillé, uno con un tamaño aproximado de 62,5 m y el otro entre 50 y 59 m. El mayor está considerado uno de los árboles más altos de Francia de todas las especies.
- Quercus bosque de Oberlarg, más de 500 años.

### Aquitaine-Aquitania
Gironda
- Le Porge: plátano de sombra con una edad estimada de 130 años (en mayo de 2003) y 4,75 m de circunferencia.
- Talence : Zelkova del parque André Curval, 4,45 m de circunferencia (en enero de 2008).

### Bourgogne-Borgoña
Côte-d'Or
- - Tilo de Sully, (Veilly), 25 m de altura y 10 m de circunferencia

### Bretagne-Bretaña
Le Guerno

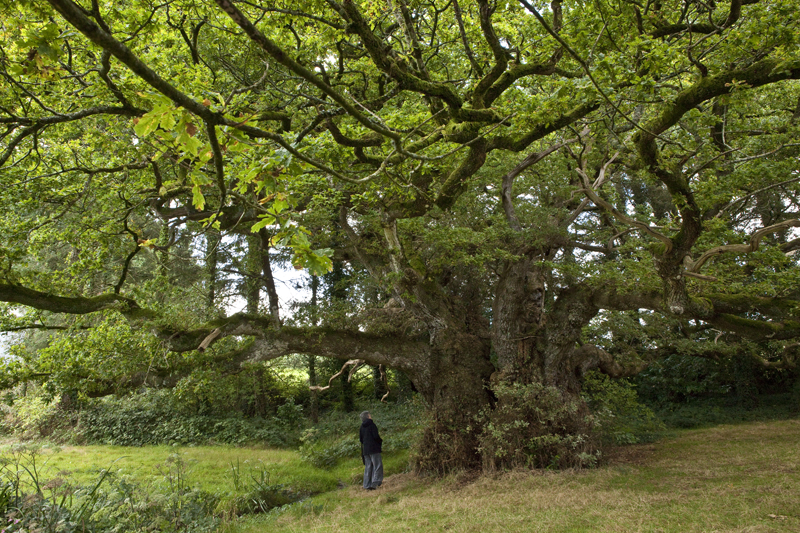
Roble de Tronjoly

- Plátano llorón oriental, con una edad de alrededor de 300 años y 40 m de anchura,[3] en el parque zoológico y botánico de Branféré.

Côtes-d'Armor
- Tejo milenario de Yvignac-la-Tour, junto a la iglesia de Yvignac.
- Roble de Tronjoly, Bulat-Pestivien, 12 m de circunferencia, entre 1500 y 1700 años.
- Tejo de Saint-Maudez, 8,8 m de circunferencia, sin duda 1300 años.

Finisterre
- Los dos robles comunes de Locmaria-Berrien.
- Roble común (llamado popularmente árbol jirafa) en Fouesnant, 200 años de edad, 18 m de altura y una circunferencia de 2,80 m. Elegido "Árbol del año" el jueves 24 de noviembre de 2011 por el público del primer concurso de este tipo en Francia.[4]

Ille y Vilaine

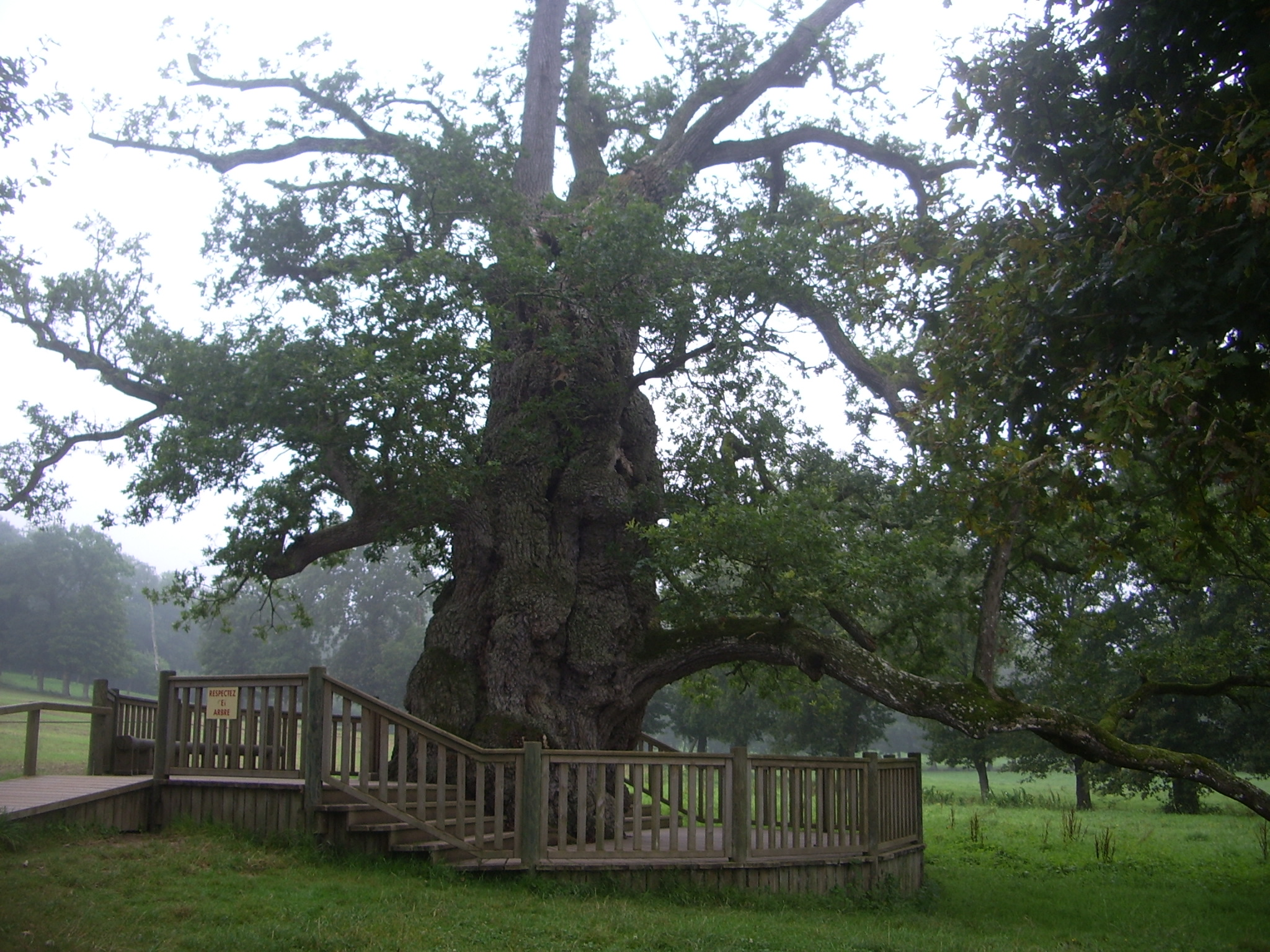
El roble de Guillotin.

- El roble de Guillotin Brocelianda, 9,60 m de circunferencia, probablemente 1000 años.

Morbihan
- Roble de Pouldu, 16 m de altura, 9,30 m de circunferencia, más de 500 años (Saint-Jean-Brévelay)

### Champagne-Ardenne-Champaña-Ardenas
Marne

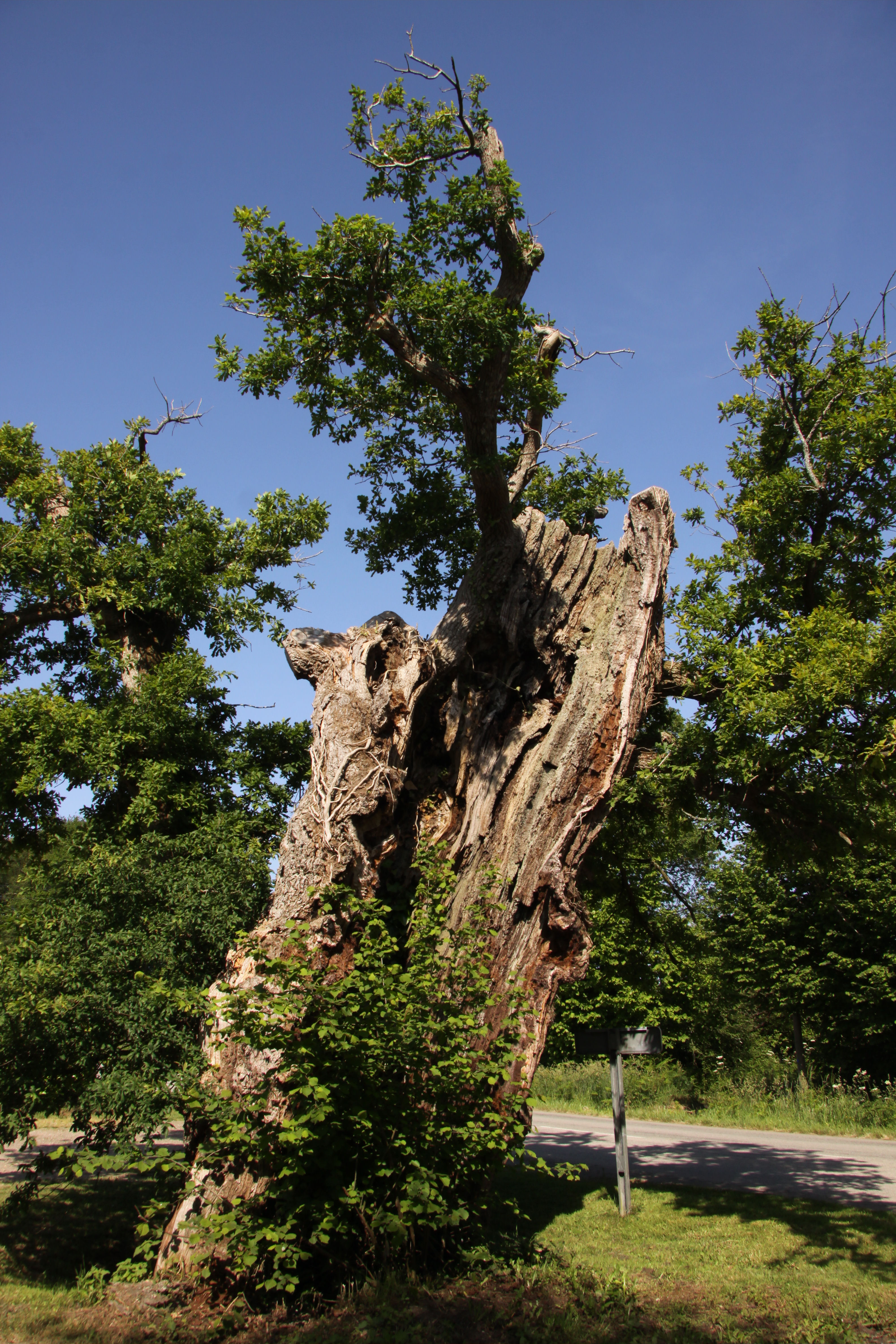
El roble centenario de Pouldu.

- - Las hayas de Verzy en el bosque de Verzy, son hayas variedad 'tortuosa' cuyo recuento de anillos de crecimiento les otorga una edad de alrededor de 350 años.[5]

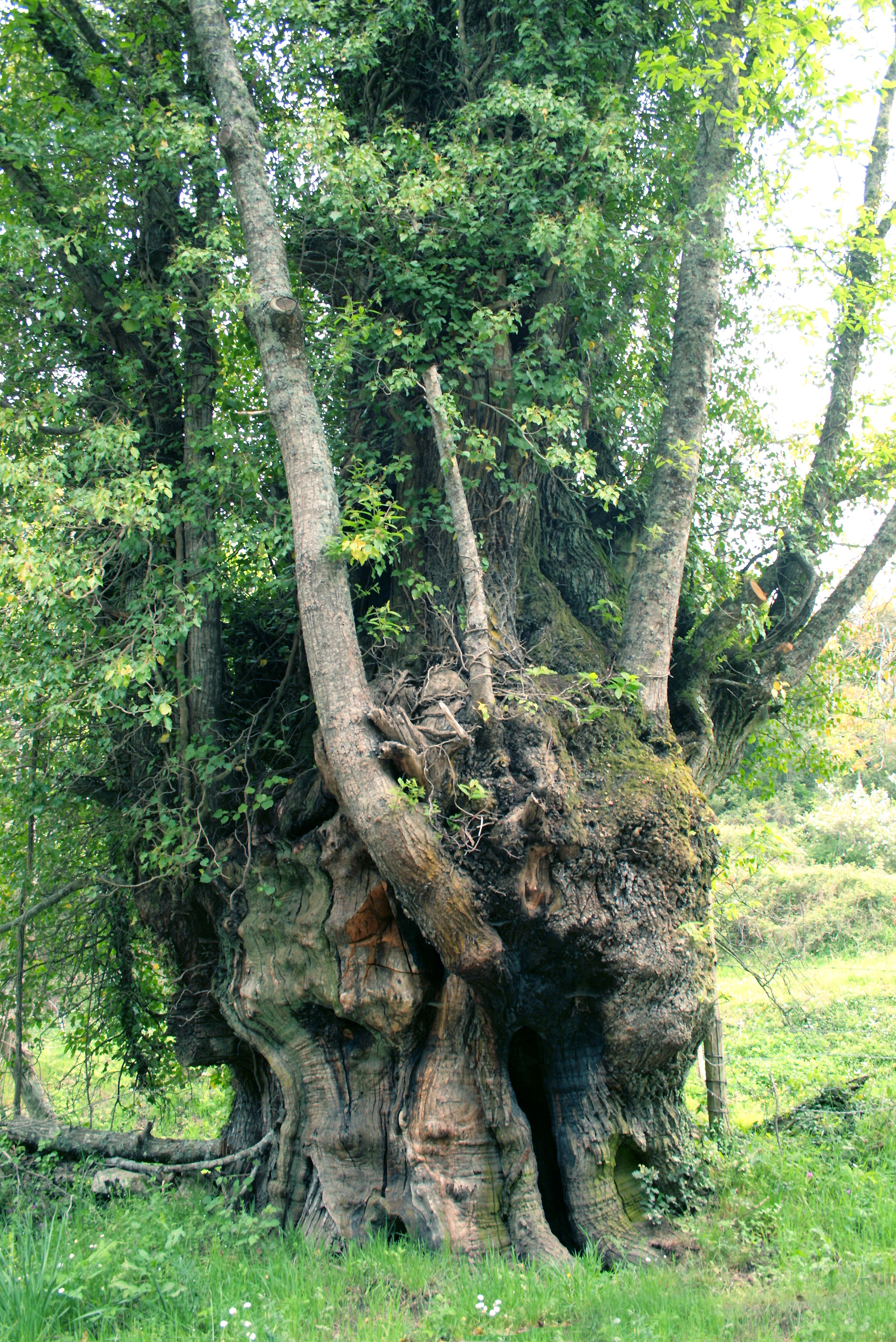
Castaño milenario en Levie.

### Corse-Córcega
Alta Córcega
- Pistacia lentiscus de Ghisonaccia. Elegido árbol del año en 2011[4] por el escritor Didier van Cauwelaert, presidente del jurado y autor de "Journal intime d’un arbre" (Diario íntimo de un árbol). Tiene alrededor de 1000 años. Algunas de sus ramas alcanzan 1,50 m de circunferencia, casi tanto como el tronco (1,90 m), y la copa cubre una superficie de unos 80 m².[6]

Córcega del Sur
- Castaño milenario de Levie, camino al yacimiento prehistórico de Cucuruzzu.

### Franche-Comté-Franco Condado
Territorio de Belfort
- Tilo de Turenne en Fontaine. Tronco de 7 m de circunferencia, alrededor de 700 años. Fue plantado en conmemoración de la inauguración de la iglesia parroquial, en el siglo XIV.[7]

### Île de France-Isla de Francia
París 

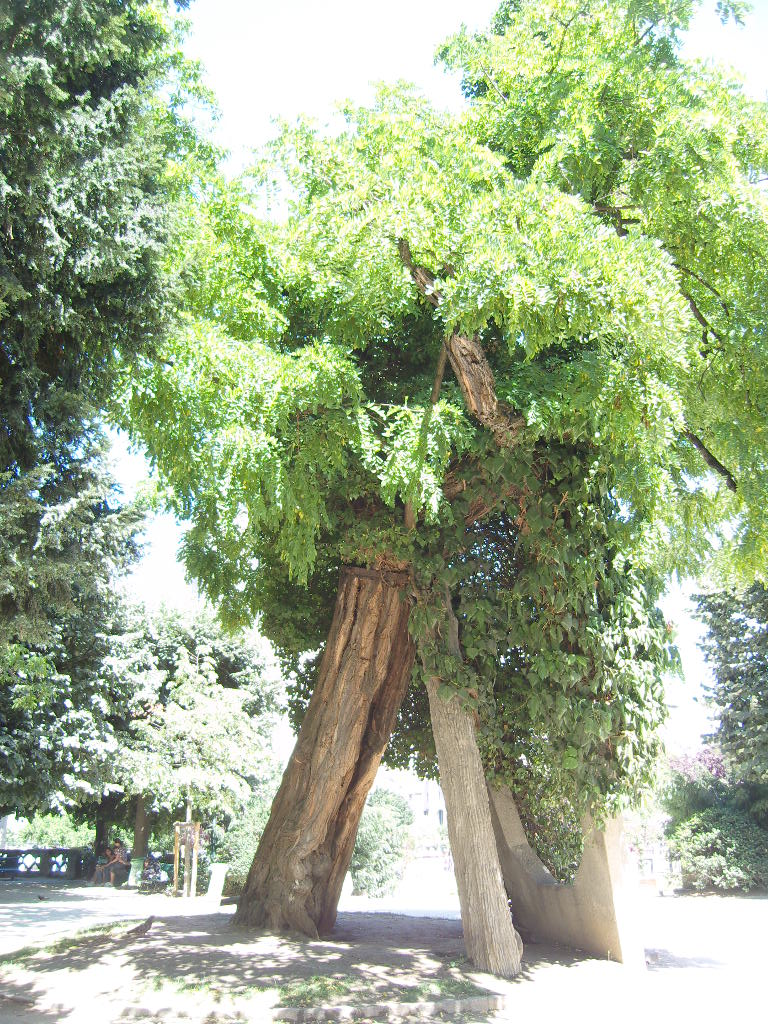
Robinia pseudoacacia plantada en 1601, se considera el árbol más viejo de París.

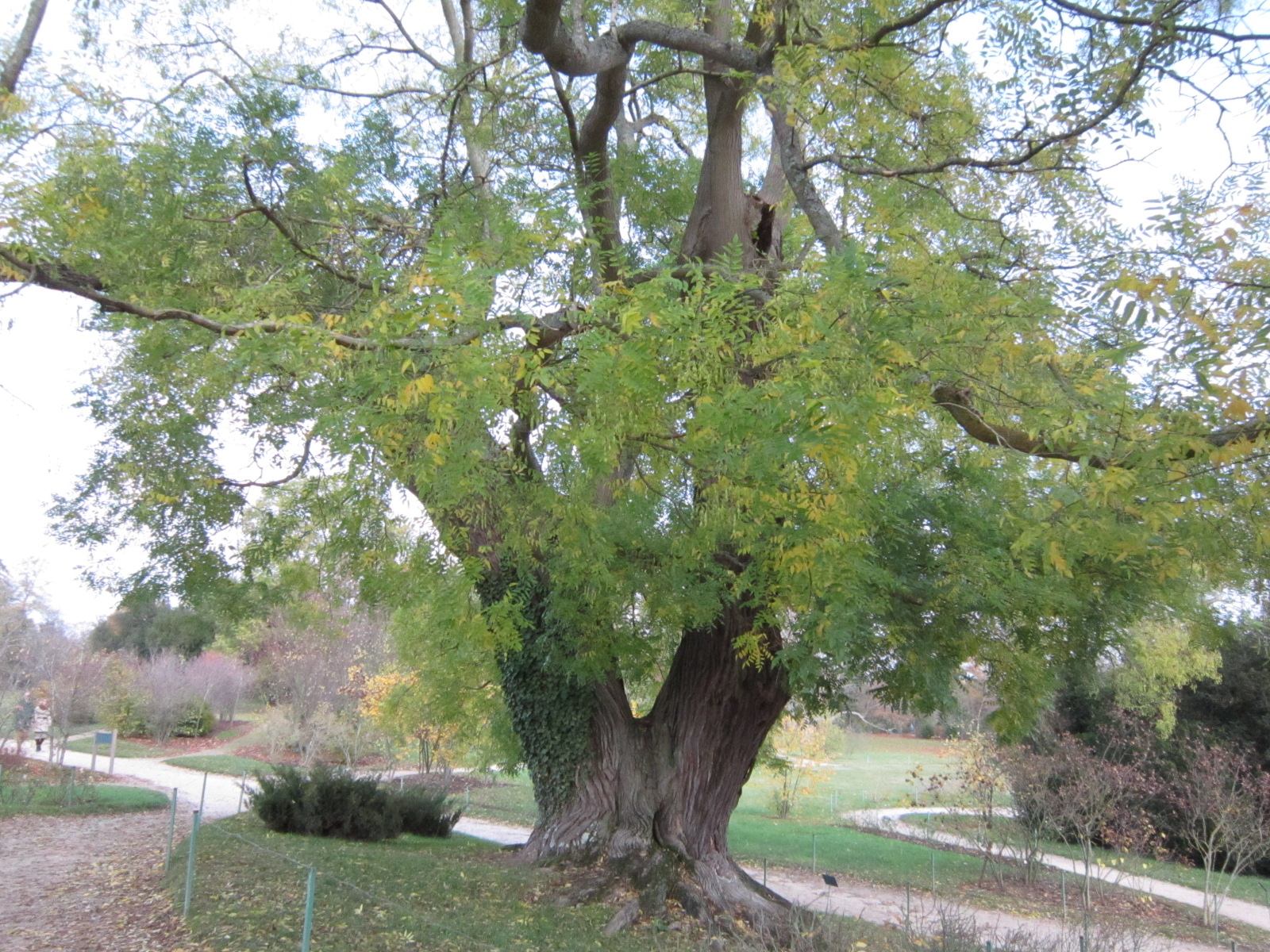
Sophora de Trianon.

(En 2011 publicó un mapa de sus "Árboles notables"; se han registrado 222 ejemplares notables, con 80 de las especies dominadas por los plátanos (36 sujetos) y hayas (18) seleccionados por su edad y su porte excepcional.)
- Plaza René-Viviani, Robinia pseudoacacia plantada en 1601 por el botánico Jean Robin, 11 m de altura y 3,85 de circunferencia.[9]
- Jardín de plantas de París, Platanus orientalis plantado en 1785 por Georges-Louis Leclerc de Buffon
- Plaza René-Le Gall, castaño de Indias plantado en 1894, 18 m de altura y 3,6 m de diámetro (en 2011)[10]

- Hauts-de-Seine-Altos del Sena

- - Cedro llorón azul del Atlas en el Arboretum de la Vallée-aux-Loups en Châtenay-Malabry
  - Roble de hojas de alméz (Quercus myrsinifolia) en el Arboretum de la Vallée-aux-Loups en Châtenay-Malabry
  - Cedro imperial plantado alrededor de 1800 rue Napoléon  [http://www.cedreimperial.com/ Cèdre Imperial en Meudon
  - Cedro Redoute regalo de (Josefina_de_Beauharnais) para su profesor de dibujo  Pierre Joseph Redouté en frontera entre Clamart y Meudon
- Seine-et-Marne
  - Cedro de Jussieu en Ozoir-la-Ferrière
- Seine-Saint-Denis
  - Almendro de Pantin
- Val-de-Marne
  - Árbol de Judas de l'Haÿ-les-Roses
- Yvelines
  - Castaño de Tournebride (La Celle-Saint-Cloud)
  - Árbol de Diane (Les Clayes-sous-Bois)
  - Roble de Montorgueil (Rambouillet)
  - Plátano de hameau de la Reine (Château de Versailles)
  - Sophora de Petit Trianon (Versailles)
  - Roble de la Virgen (Viroflay)

### Languedoc-Roussillon-Languedoc-Rosellón
- Gard
  - Sapins jumeaux de Vancouver à Saint-Sauveur-Camprieu (Arboretum de la Foux) en la vertiente oceánica del macizo del Aigoual; con una edad de más de 110 años uno de los dos tiene unos 63 metros y podría ser el árbol más alto de Francia.

### Picardie-Picardía
- Aisne
  - Chêne d'Artois en Beuvardes

### Provence-Alpes-Côte d'Azur
- Alpes-Maritimes

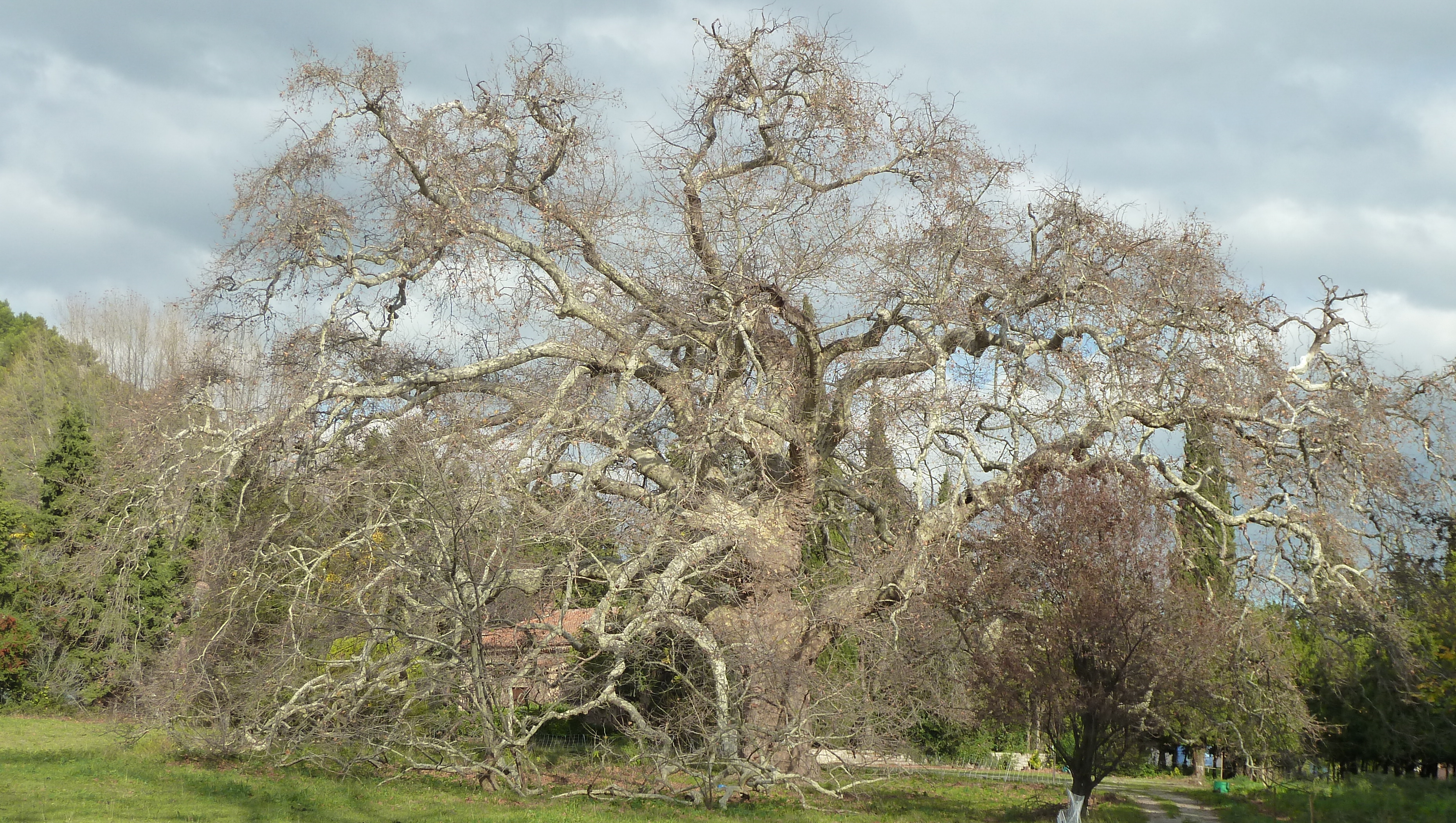
El Plátano Gigante De Provenza en Lamanon

  - Olivier de Roquebrune-Cap-Martin[11] + de 2000 años, seguramente el árbol más viejo de Francia
  - Olmo de Gorbio
  - Caroubiers de Niza
- Bouches-du-Rhône
  - Plátano de Lamanon
- Hautes-Alpes
  - Genévriers thurifères de Saint Crépin[12]

### Rhône-Alpes
- Ain
  - Tilo de Ordonnaz, 1601
- Haute-Savoie
  - Tilo de Féternes
  - Castaño de Troubois (Lugrin)
  - Gran Tilo de Samoëns
- Isère
  - Picea en symbiose sur un Saule (Chichilianne)
  - Tilo denominado de Sully en Optevoz